# 하남소방서
하남소방서(河南消防署, Hanam Fire Station)는 경기도 하남시를 관할하는 경기도 소방재난본부 산하의 소방서이다.
소방서장은 소방정으로 보한다.

## 연혁
- 1994년 5월 27일: 하남소방서 개서
- 2003년 10월 7일: 광주소방서 분리
- 2014년 7월 25일: 덕풍119안전센터 개청
- 2018년 4월 9일: 119구급대 신설
- 2022년 2월 7일: 미사119안전센터 개청

## 조직
| - 소방행정과 - 소방행정팀 - 회계장비팀 | - 재난예방과 - 예방대책팀 - 소방민원팀 | - 소방안전특별점검단 - 화재안전조사팀 - 소방사법팀 | - 현장대응단 - 대응전략팀 - 구조구급팀 - 지휘조사 1, 2, 3팀 | - 신장119안전센터 | - 감일119안전센터 | - 덕풍119안전센터 | - 미사119안전센터 | - 119구조대 | - 119구급대 |

## 관할센터 및 관할구역
하남소방서는 3개의 119안전센터와 1개의 구조대를 산하에 두고 있다.
| 명칭                 | 주소          | 관할구역                                                                             |
| -------------------- | ------------- | ------------------------------------------------------------------------------------ |
| 신장119안전센터      | 대청로 76     | 신장동, 천현동, 창우동, 교산동, 춘궁동, 항동, 상사창동, 하사창동, 상산곡동, 하산곡동 |
| 감일119안전센터      | 감일백제로 77 | 감북동, 감일동, 학암동                                                               |
| 덕풍119안전센터      | 덕풍서로 60   | 덕풍동, 초이동, 풍산동, 초일동                                                       |
| 미사119안전센터      | 망월동 982    | 미사동, 망월동, 선동                                                                 |
| 하남소방서 119구조대 | 대청로 76     | 경기도 하남시 전역                                                                   |

## 사건사고
- 예지학원 화재 사고 - 현재는 광주소방서 관할이다.

## 같이 보기
- 대한민국 소방청
- 대한민국의 소방
- 소방관 계급